# Scottish Division One 1909/1910
Dvacátý ročník Scottish Division One (1. skotské fotbalové ligy) se konal od 16. srpna 1909 do 30. dubna 1910.
Soutěže se zúčastnilo opět 18 klubů a vyhrál ji podesáté ve své historii a obhájce minulých pěti ročníku Celtic FC. Nejlepším střelcem se stali dva hráči: Jimmy Quinn (Celtic FC) a Jock Simpson (Falkirk FC), kteří vstřelili 24 branek.